# Убуд

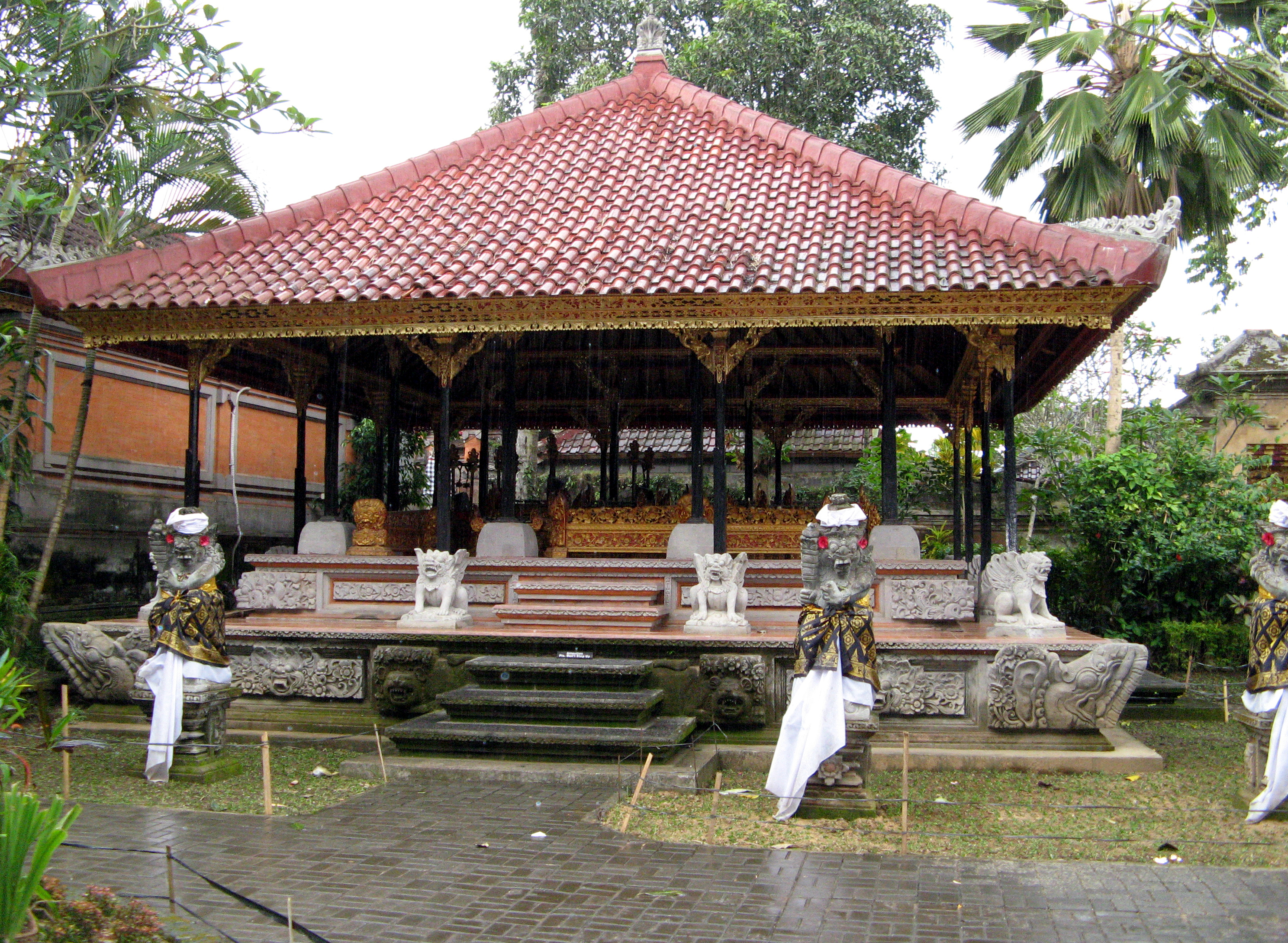
Один из залов Убудского дворца

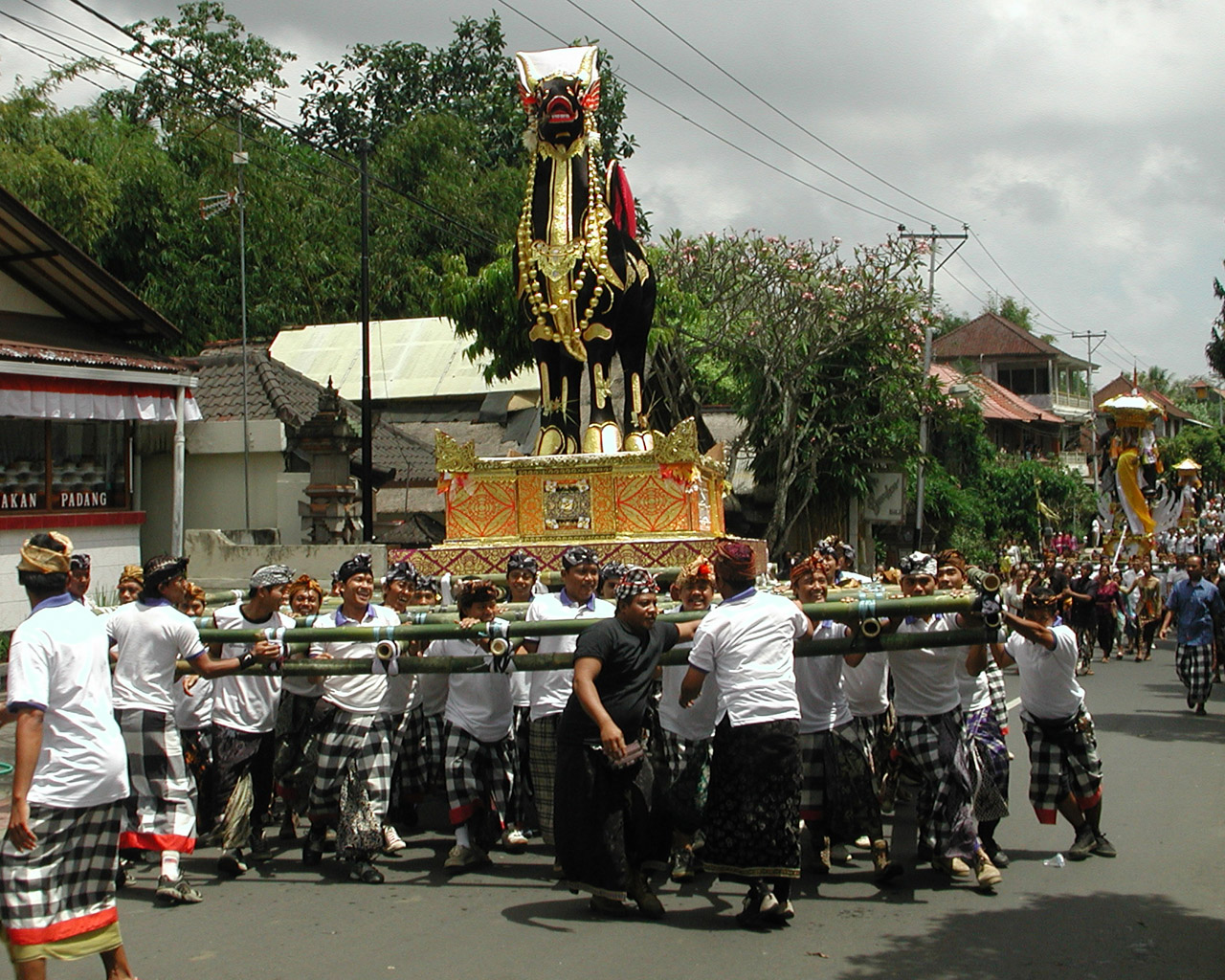
Королевские похороны и церемония кремации (2005)

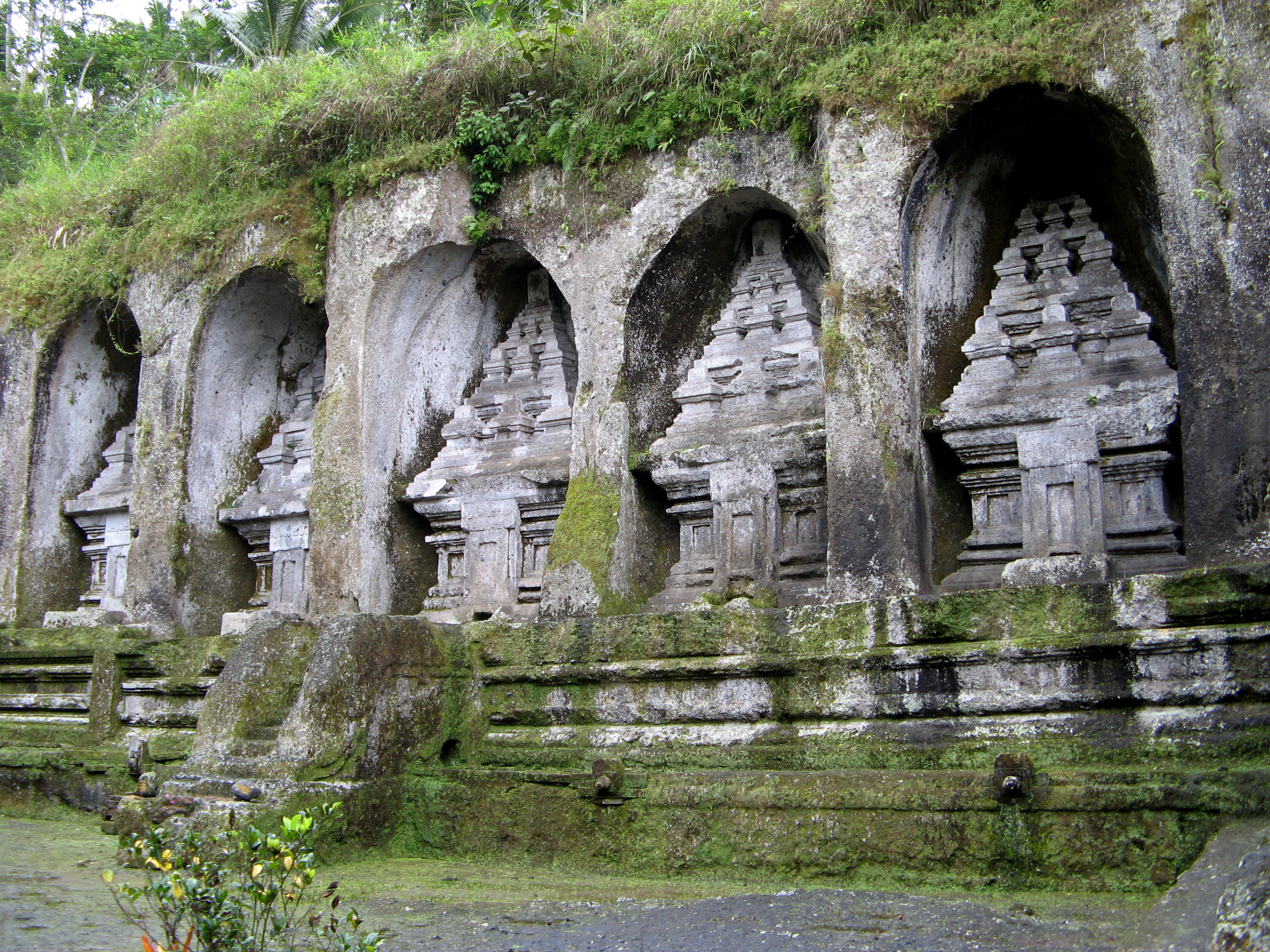
Царские гробницы в храме Гунунг Кави

Убуд (балийск. ᬳᬸᬩᬸᬤ᭄, индон. Ubud) — населённый пункт на индонезийском острове Бали в одноимённом районе, расположенный среди рисовых полей и крутых ущелий в центральных предгорьях округа Гианьяр. Считается центром искусства и культуры, из отраслей экономики наиболее развит туризм.
Население Убуда составляет около 112 490 человек, ежегодно район посещают более 3 миллионов иностранных туристов. Территория вокруг города состоит из небольших ферм, рисовых полей, агролесоводческих плантаций и туристических баз. По состоянию на 2018 год Убуд посетили больше туристов, чем Денпасар на юге Бали. 

## История

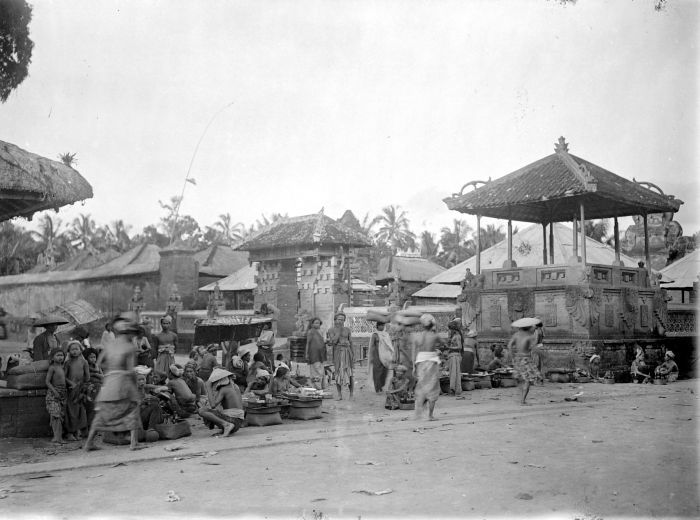
Рыночная сцена в Убуде, около 1912 года

Легенда восьмого века рассказывает о яванском священнике Рши Маркендья, который размышлял у слияния двух рек (благоприятное место для индуистов) в местечке Убуд в Кампухане. Здесь в долине он основал Храм Гунунг Лебах, место бывшего расположения которого остаётся объектом паломничества.
Город был изначально примечателен как источник лекарственных трав и растений; Убуд получил своё название от балийск. ubad (медицина).
В конце девятнадцатого века Убуд стал резиденцией феодалов, которые были вассалами короля Гианьяра, когда-то самого могущественного из южных королевств Бали. Монархи были членами балийской касты кшатриев Сук и поддерживали развитие искусств в местных деревнях.
Туризм на острове развился после прибытия Уолтера Спайса, этнического немца, родившегося в России, который преподавал живопись и музыку и увлекался танцами. Спайс и иностранные художники Виллем Хофкер и Рудольф Боннет работали с такими знаменитостями, как Чарли Чаплин, Ноэль Трус, Барбара Хаттон, Х. Г. Уэллс и Вики Баум. Они привлекли талантливых художников со всего Бали, чтобы преподавать и обучать балийцев искусству, помогая Убуду стать культурным центром Бали. 
Другой иностранный художник, Хан Снел, был голландским солдатом, который открыл для себя Убуд после того, как после военной службы он построил здесь студию со своей новой женой Сити. Его картины захватила воображение как иностранцев, так и балийцев[стиль], благодаря синтезу обеих культур.
Антонио Бланко, испанский / американский художник, жил в Убуде с 1952 года до своей смерти в 1999 году. 
Новый всплеск творческой энергии пришёлся на 1960-е годы после прибытия голландского художника Арье Смита (р. 1916) и развития Движения молодых художников. 
Балийский туристический бум с конца 1960-х годов оказал большое влияние на город.
В 2002 году террористические акты привели к снижению уровня туризма на Бали, в том числе в Убуде. В ответ на это был организован фестиваль писателей, фестиваль писателей и читателей в Убуде, призванный помочь возродить туризм — главную экономическую линию жизни острова.

## Улицы
Главная улица — Джалан Райя Убуд (Джалан Райя означает главная дорога), которая проходит с востока на запад через центр города. Две длинные дороги, Jalan Monkey Forest (Лес обезьян) и Jalan Hanoman, простираются на юг от Джалан Райя Убуд. 

## Здания
Пури Сарен Агунг — большой дворец, расположенный на пересечении улиц Лес обезьян и Райя Убуд. Резиденция Тьёкорда Геде Агунг Сукавати (1910–1978), последнего правящего монарха Убуда, до сих пор принадлежит королевской семье. В его дворе проводятся танцевальные представления и церемонии. Дворец был также одним из первых отелей Убуда, открывшим свои двери ещё в 1930-х годах. 
Имеется множество индуистских храмов, таких как Пура Деса Убуд, который является главным храмом района, Пура Таман Сарасвати и Пура Далем Агунг Падангтегал, храм смерти. Храм Гунунг Кави является местом королевских гробниц. Гоа Гаджах, также известный как Пещера Слона, расположен в крутой долине недалеко от Убуда, недалеко от деревни Бедулу. 
Луна Педженга в соседнем Пеженге — это самый большой в мире бронзовый барабан, изготовленный из литого металла, датированный примерно 300 г. до н.э. Это популярный объект для туристов, интересующихся местной культурой. 

## Экономика
Экономика Убуда сильно зависит от туризма, здесь сосредоточены магазины, курорты, музеи, школы йоги и зоопарки. В Убуде особое внимание уделяется устойчивой экономике розничной торговли, и многие балийские бренды предпочитают материалы и ингредиенты, которые не наносят большого вреда окружающей среде. От домашних и бытовых товаров до тропических брендов одежды, Убуд имеет довольно уникальный выбор розничных товаров, которые оказались привлекательными для туристов со всего мира. 
Одна из инициатив, которая в последние годы повысила популярность Убуда в качестве ещё одного популярного туристического направления, — это Ubud Food Festival (UFF).  Этот фестиваль, проходящий менее чем в неделю в апреле каждого года, собирает рестораторов в Убуде для создания специальных меню или специальных акций, которые могут быть недоступны в другие месяцы. 
В отличие от туристической зоны на юге Бали, район Убуда менее населён местными жителями. Количество туристов намного превышает число местных жителей: округ Гианьяр в 2017 году принял 3 842 663 туриста, только Обезьяний лес Убуда посетили 1,3 миллиона человек.

## Культура
В городе и его окрестностях есть несколько художественных музеев, таких как Музей Ренессанса Бланко, Пури Лукисан, Художественный музей Нека и Музей искусств Агунг Рай. Музей Рудана в Пелиатане находится неподалёку. В Убуде также множество галерей, где представлены местные и зарубежные ремёсла. Некоторые часто проводят выставки, нацеленные на стимулирование диалога между местными и иностранными художниками, и в меньшей степени на продажу произведений искусства. Одним из основных примеров является BIASA ArtSpace , основанная энтузиастом искусства и модельером Сюзанной Перини. 
Tek Tok — это традиционный балийский танец, который сопровождается музыкальным звуком «Tek Tok» с различными комбинациями движения тела и других звуков. История, которую Драупади Парва рассказывает в Tek Tok Dance — это послание о том, что когда женщина, которая воплощает в себе ценности терпения, жертвенности, сострадания, преданности и святой искренности, теряет уважение, тогда бедствия и несчастья постигнут королевство или государство. Эта история также передаёт послание, что истина, добродетель, преданность и подлинное сострадание всегда будут защищены Богом. Танцевальное представление Tek Tok регулярно проводится в Балийском культурном центре (БЦК) в Убуде четыре раза в неделю. Фестиваль писателей и читателей в Убуде (UWRF) проводится каждый год, в нём принимают участие писатели и читатели со всего мира. 
Многие балийские танцы исполняются вокруг Убуда, включая Легонг, танцевальной группой «Пелиатан», первой балийской труппой, отправившейся за границу. 

## Природа
Mandala Suci Wenara Wana известна на западе как Лес обезьян в Убуде. Там находится действующий храм, расположенный недалеко от южной оконечности улицы Лес обезьян. На этой охраняемой территории находится храм Далем Агунг Падангтегал по состоянию на июнь 2017 года там обитает около 750 макак-крабоедов (Macaca flavicularis).
Хребет Кампухан — это холм в соседнем Кампухане, откуда можно увидеть слияние двух рек: Тукад Йех Вос Кива и Тукад Йех Вос Тенген. Дорога длиной около 2 км, выложенная блоками шириной в один метр, ведёт к вершине холма, которая является популярным местом для наблюдения заката.